# Anomiopsyllus sinuatus
Anomiopsyllus sinuatus är en loppart som beskrevs av Holland 1965. Anomiopsyllus sinuatus ingår i släktet Anomiopsyllus och familjen mullvadsloppor. Inga underarter finns listade i Catalogue of Life.